# Kerktoren van Oud-Leusden
De kerktoren van Oud-Leusden is een middeleeuwse kerktoren in Oud-Leusden in de gemeente Leusden in de Nederlandse provincie Utrecht. De toren staat in een hoek omgeven door verschillende drukke verkeerswegen, waaronder de A28 en N227, en even verder de N221. In de nabijheid liggen ook de straten Kerkweg en Dodeweg, een zogenaamde Doodweg. De plaats van de verdwenen kerk (de Urbanuskerk) met toren ligt op een kerkheuvel en wordt omgeven door een ommuurd kerkhof. In het padenpatroon is de vorm van de kerk nog zichtbaar. De kerk was gewijd aan de Heilige Antonius.
De toren is een rijksmonument.

## Geschiedenis
In 1005 stond hier al de parochiekerk van Leusden, Hamersveld, Amersfoort, Hoevelaken, Hohorst en Bavoort.
Rond 1300 werd de kerk met de toren gebouwd.
In 1826-1828 werd het kerkgebouw dat aan de toren vast zat gesloopt. Daarbij werden de stenen gebruikt voor de bouw van de kerk en pastorie in Leusden-zuid. De toren werd toen eigendom van de burgerlijke gemeente.
In 1953-1957 werd de toren gerestaureerd.
Tot 1988 was de begraafplaats eigendom van de Nederlands hervormde kerk en in 1988 werd deze overgedragen aan de gemeente. Hierdoor werd de begraafplaats een gemeentelijke begraafplaats.

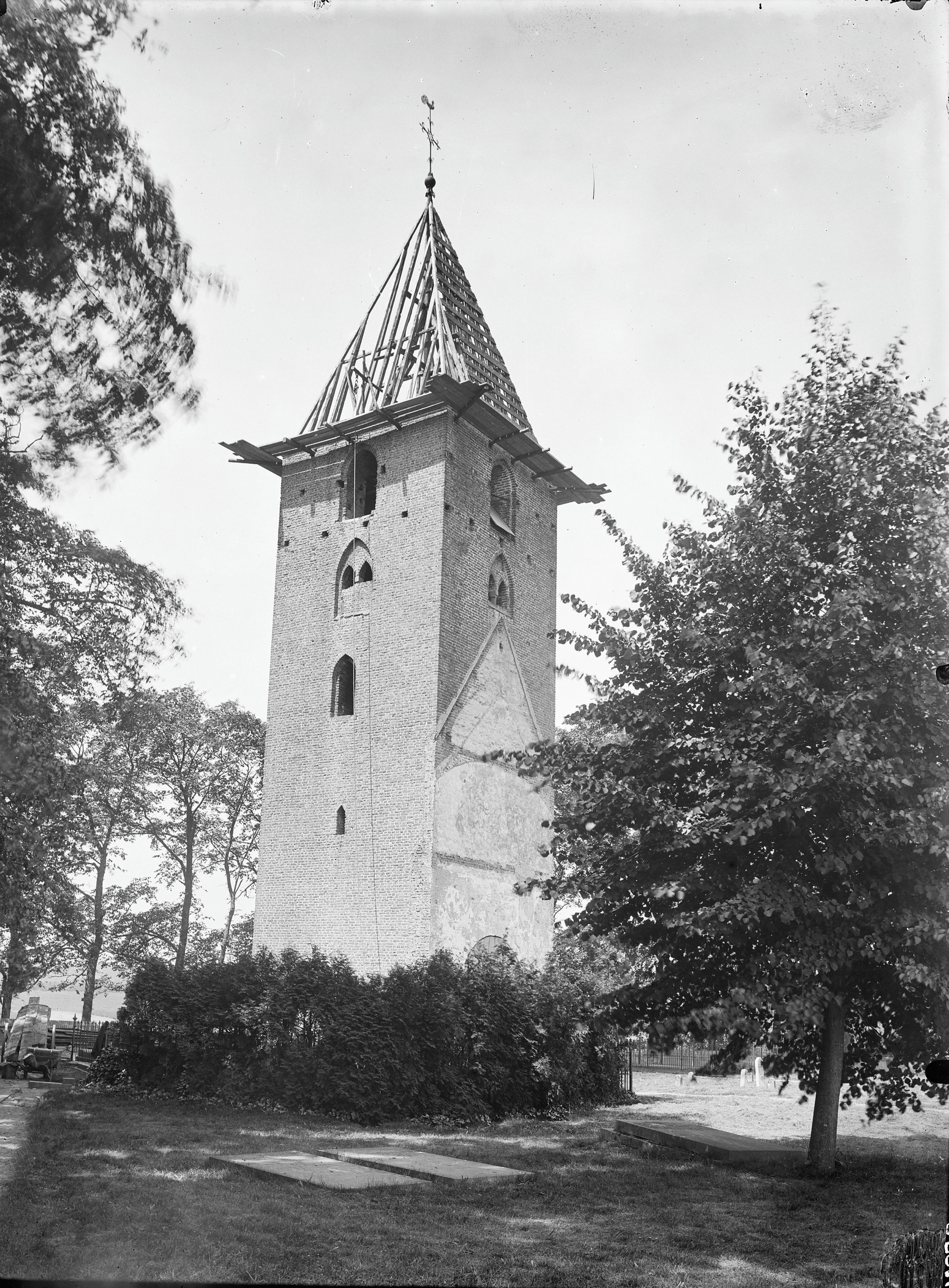
De toren in juli 1901
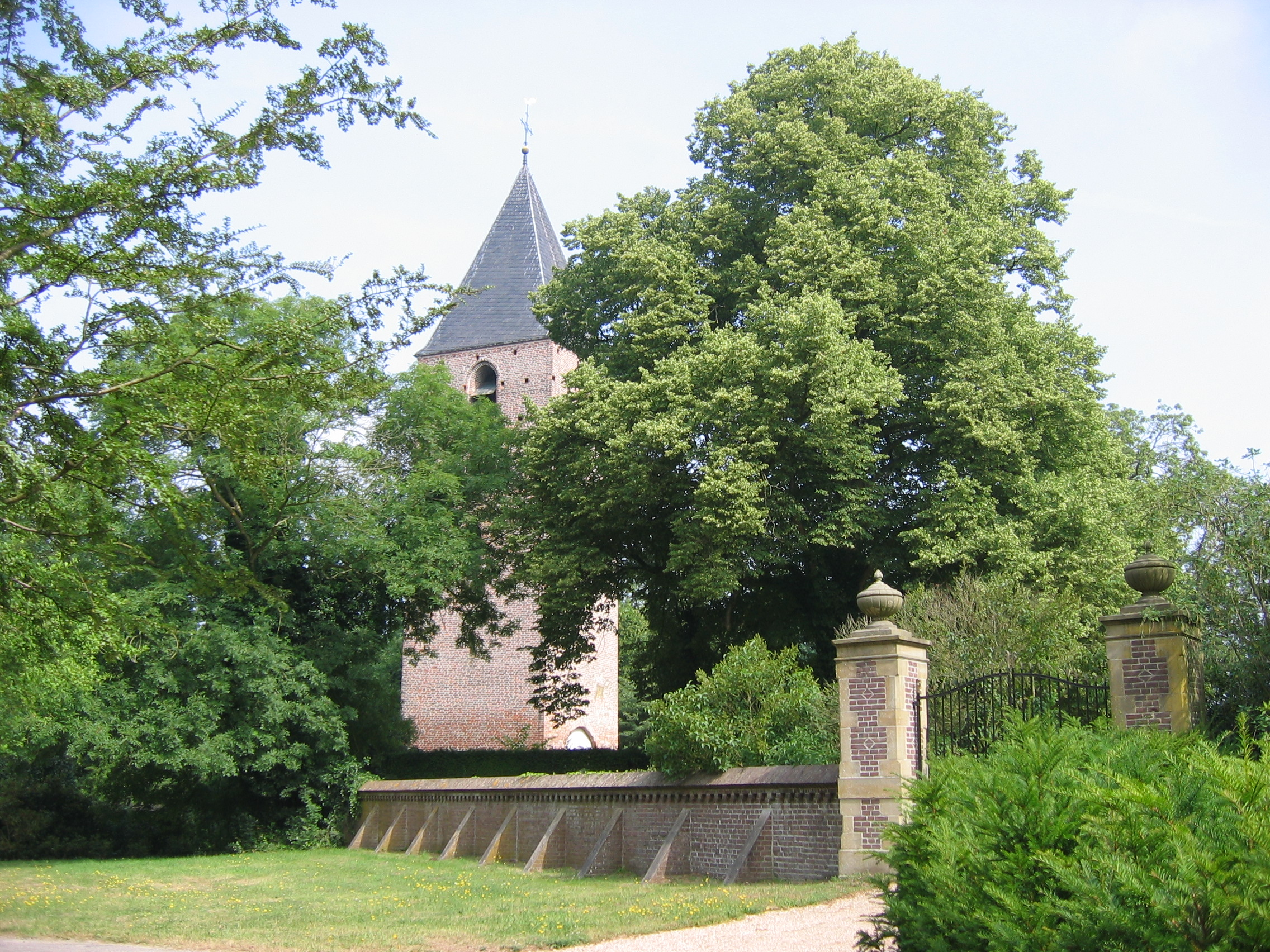
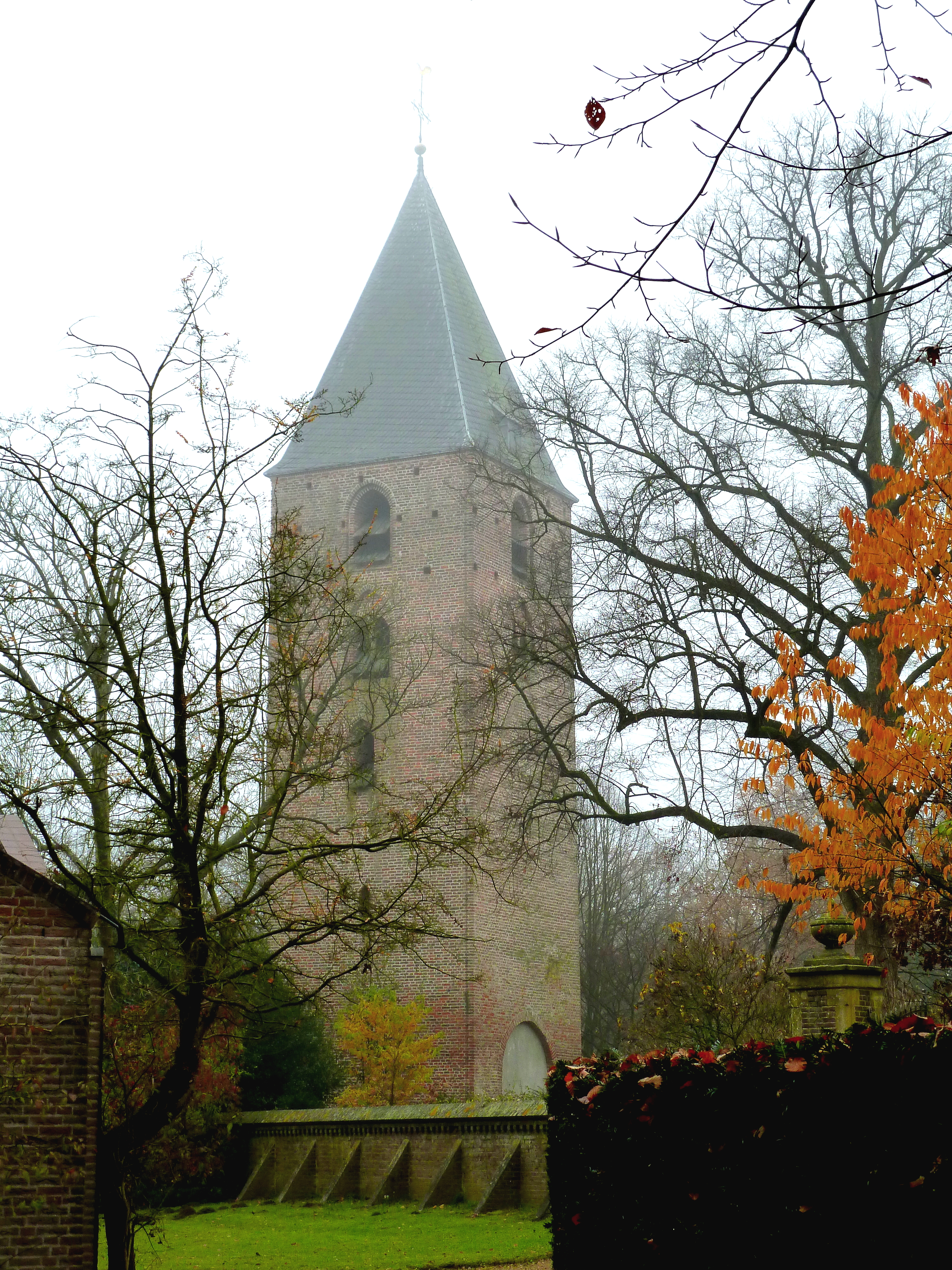
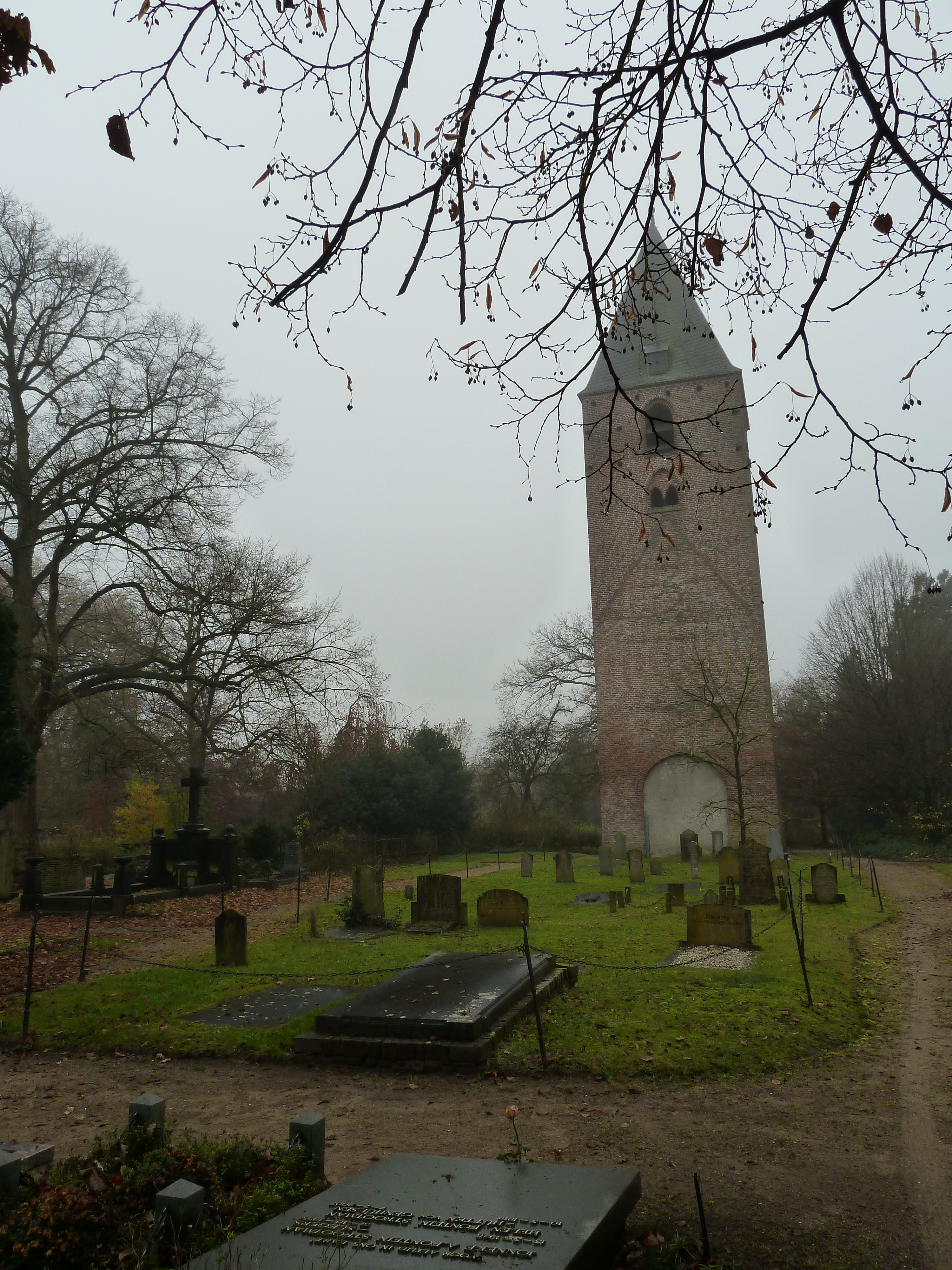